# Liste bekannter Persönlichkeiten der Universität Helmstedt

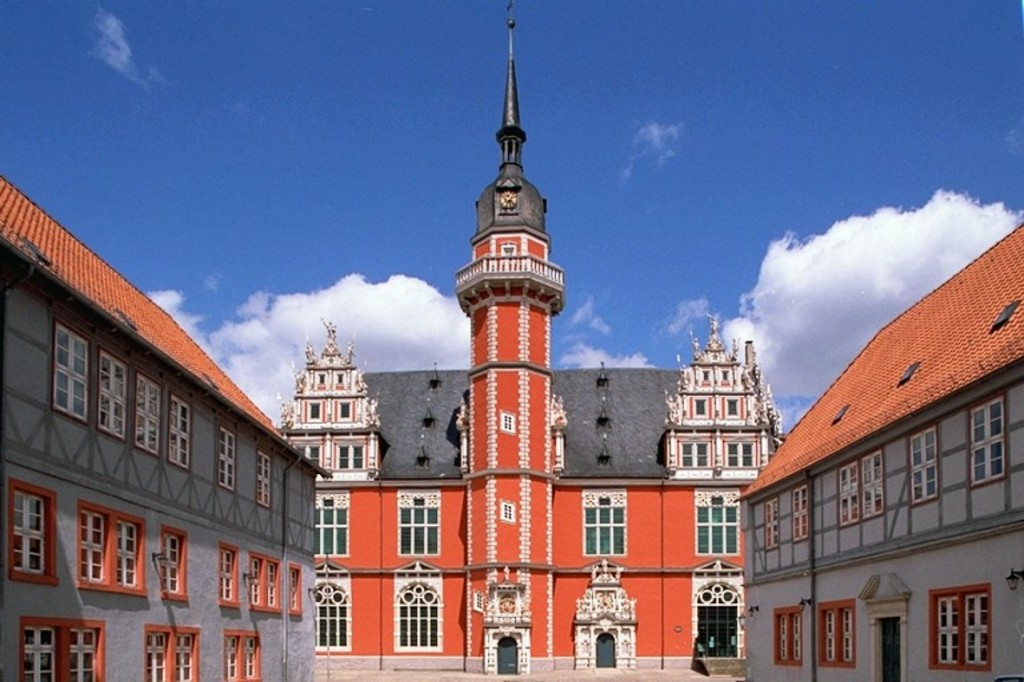
Das Helmstedter Universitätsgebäude

Diese Liste enthält Persönlichkeiten, die mit der Universität Helmstedt in Verbindung stehen.
Zu den Persönlichkeiten der Universität gehören Personen, die dort lehrten, dort studierten und es zu einem gewissen Bekanntheitsgrad gebracht haben sowie Personen, die ihr anderweitig verbunden waren.

## Die Academia Julia
Die Universität, die Academia Julia oder Academia Julia Carolina, bestand von 1576 bis 1810. Gestiftet wurde sie von Herzog Julius von Braunschweig-Wolfenbüttel und am 15. Oktober 1576 feierlich eröffnet. Die letzten Vorlesungen wurden im Frühjahr 1810 gehalten.
Die Universität Helmstedt gehörte in den 234 Jahren ihres Bestehens zu den anerkanntesten Hochschulen und war zeitweise die drittgrößte Universität des deutschen Sprachraums. Insgesamt haben etwa 400 Professoren und 45.000 Studenten ihre Spuren in der Stadt gelassen. Nach älteren Quellen waren es lediglich 279 Professoren, davon 60 Theologen, 76 Juristen, 46 Mediziner und 97 Philosophen.
| Name                                                  | Alumnus oder Professor | Fakultät                      | Lebensdaten | Lebensdaten | an der Academia Julia | an der Academia Julia                     | Anmerkung | Bild |
| Name                                                  | Alumnus oder Professor | Fakultät                      | geboren     | gestorben   | von                   | bis                                       | Anmerkung | Bild |
| ----------------------------------------------------- | ---------------------- | ----------------------------- | ----------- | ----------- | --------------------- | ----------------------------------------- | --- | ---- |
| Ludegke Brandes                                       | ----                   | ----                          | 1500        | 1590        | ----                  | ----                                      | Patrizier der Stadt Helmstedt, bedeutender Verleger und Buchhändler. Mäzen der Universität, speziell der Druckerei. |      |
| Martin Chemnitz                                       | Professor              | Theologie                     | 1522        | 1586        | 1575                  | ----                                      | Theologe und Reformator, maßgeblich an der Gründung der Universität beteiligt. |      |
| Tilemann Hesshus                                      | Professor              | Theologie                     | 1527        | 1588        | 1577                  | 1588                                      | Theologe, Schüler Melanchthons, Superintendent in Goslar, Generalsuperintendentur in Heidelberg, Bischof von Samland. |      |
| David Chyträus                                        | Professor              | Theologie                     | 1530        | 1600        | 1575                  | ----                                      | Theologe, Historiker und Schulgründer, maßgeblich an der Gründung der Universität beteiligt. |      |
| Jacob Lucius der Ältere                               | ----                   | ----                          | 1530        | 1597        | 1578                  | 1597                                      | Erster Universitäts-Buchdrucker in Helmstedt, Zeichner, Typograf und Verleger. |      |
| Heinrich Paxmann                                      | Professor              | Medizin                       | 1531        | 1580        | 1576                  | 1578                                      | Mediziner, Ethnologe und Philosoph. |      |
| Johannes Caselius                                     | Professor              | Philosophie                   | 1533        | 1613        | 1589                  | 1613                                      | Philosoph und Humanist, unterrichtete Philosophie, Rhetorik und Ethik. |      |
| Johannes Borcholt                                     | Professor              | Jura                          | 1535        | 1593        | 1576                  | 1593                                      | Erster Ordinarius der juristischen Fakultät. |      |
| Daniel Hofmann                                        | Professor              | Philosophie Theologie         | um 1538     | 1611        | 1576                  | ----                                      | Erst Professor der Philosophie, anschließend der Theologie, Protagonist im Hofmannschen Streit (1598). |      |
| Johannes Olearius                                     | Professor              | Jura                          | 1546        | 1623        | 1578                  | 1581                                      | Theologe und Philologe, Professor für hebräische Sprache. |      |
| Magnus Pegel                                          | Professor              | Philosophie                   | 1547        | 1619        | 1579                  | 1581                                      | Mediziner und Mathematiker, in Helmstedt Professor für Mathematik. |      |
| Giordano Bruno                                        | Professor              | Theologie                     | 1548        | 1600        | ----                  | ----                                      | Italienischer Priester, Philosoph und Dichter, in Rom als Ketzer verbrannt. |      |
| Hermann Neuwalt                                       | Professor              | Medizin                       | 1550        | 1611        | 1578                  | 1586                                      | Professor für Medizin, Gegner der Wasserprobe bei Hexen, jedoch kein Gegner der Hexenverfolgung. |      |
| Johann Arndt                                          | Alumnus                | Medizin Philosophie           | 1555        | 1621        | ----                  | ----                                      | Theologe und Herausgeber mittelalterlicher Schriften. |      |
| Heinrich Meibom der Ältere                            | Alumnus Professor      | Philosophie                   | 1555        | 1625        | 1583                  | ----                                      | Historiker und Dichter, Werke zur Geschichtsschreibung des Herzogtums Braunschweig-Lüneburg und des mittelalterlichen Deutschlands. |      |
| Lukas Weischner                                       | ----                   | ----                          | 1555        | 1609        | 1576                  | 1579                                      | Erster privilegierter Universitätsbuchbinder der Universität. |      |
| Sethus Calvisius                                      | Alumnus                | Philosophie                   | 1556        | 1615        | ----                  | ----                                      | Komponist, Kantor in Schulpforta und Leipzig sowie bedeutender Astronom und Mathematiker. |      |
| Johann Barter                                         | Professor              | Jura                          | 1558        | 1617        | 1595                  | 1617                                      | Rechtswissenschaftler, Arbeiten zu Werken römischer Rechtsgelehrter, 1610 Prorektor der Universität. |      |
| Lorenz Scheurl                                        | Professor              | Theologie                     | 1558        | 1613        | 1592                  | 1613                                      | Theologe, Generalsuperintendent von Helmstedt |      |
| Martin Chemnitz                                       | Alumnus                | Jura                          | 1561        | 1627        | 1578                  | 1580                                      | Rechtsgelehrter und Hofbeamter in pommerschen und schleswig-holsteinischen Diensten. |      |
| Caspar Pfaffrad                                       | Alumnus Prof.          | Theologie                     | 1562        | 1622        |                       | 1622                                      | Theologe und Hochschullehrer |      |
| Leopold Hackelmann                                    | Alumnus                | Jura                          | 1563        | 1619        | ----                  | ----                                      | Rechtswissenschaftler, Arbeiten zu Werken römischer Rechtsgelehrter, 1613 Prorektor der Universität Leipzig. |      |
| Heinrich Julius, Herzog von Braunschweig-Wolfenbüttel | Alumnus                | Theologie                     | 1564        | 1613        | 1576                  | ----                                      | Herzog von Braunschweig-Wolfenbüttel 1589–1613, Fürstbischof von Halberstadt 1566–1613, studierte in Helmstedt und wurde von seinem Vater Herzog Julius als erster Rektor der Universität eingesetzt. |      |
| Johannes Posselius der Jüngere                        | Alumnus                | Philosophie                   | 1565        | 1623        | 1588                  | ----                                      | Rektor der Universität Rostock. |      |
| Justus Meier                                          | Student                | Rechtswissenschaft            | 1566        | 1622        | ----                  | 1593                                      | Rektor der Universität Straßburg |      |
| Jakob Martini                                         | Alumnus                | Theologie                     | 1570        | 1649        | 1590                  | ----                                      | Theologe und Philosoph, Verfasser von Hochschullehrbüchern zur Logik und Metaphysik |      |
| Jacob Lucius der Jüngere                              | ----                   | ----                          | 1570        | 1616        | 1598                  | 1616                                      | Universitäts-Buchdrucker in Helmstedt |      |
| Johann von Fuchte                                     | Alumnus Professor      | Theologie                     | 1568        | 1622        | 1608                  | 1622                                      | Professor der Theologie und Bibliothekar der Universitätsbibliothek. |      |
| Henning Arnisaeus                                     | Alumnus Professor      | Medizin                       | 1575        | 1636        | ----                  | 1620                                      | Mediziner, Philosoph, Politiker und Publizist, ab 1613 Professor für Medizin. |      |
| Johann Freitag                                        | Alumnus Professor      | Medizin                       | 1581        | 1641        | ----                  | 1610                                      | Außerordentlicher Professor für Medizin, Leibarzt des Fürstbischofs Philipp Sigismund von Braunschweig-Wolfenbüttel. |      |
| Johann Angelius Werdenhagen                           | Alumnus Professor      | Philosophie                   | 1581        | 1652        | 1616                  | 1618                                      | Philosoph, Politologe und Diplomat in Diensten des Herzogtums Braunschweig-Lüneburg, 1637 kaiserlicher Gesandter. |      |
| Christoph Heidmann                                    | Alumnus Professor      | Philosophie                   | 1582        | 1627        | ----                  | 1626                                      | Professor der Philologie und Rhetorik, Begründer der wissenschaftlichen Geographie. |      |
| Georg Calixt                                          | Professor              | Theologie                     | 1586        | 1656        | 1614                  | 1656                                      | Theologe, hatte die Professur bis zu seinem Tod 1656 inne. |      |
| Joachim Jungius                                       | Professor              | Medizin                       | 1587        | 1657        | 1625                  | 1626                                      | Mathematiker und Mediziner, in Helmstedt Professor für Medizin ab 1628 |      |
| Johann Stucke                                         | Professor              | Jura                          | 1587        | 1663        | 1614                  | 1636                                      | Jurist und Politiker, Professur in Helmstedt, ab 1649 Kanzler der schwedischen Regierung für das Herzogtum Bremen-Verden. |      |
| Konrad Hornejus                                       | Alumnus Professor      | Philosophie Theologie         | 1590        | 1649        | 1608                  | 1649                                      | Philosoph und Theologe, Professor der Ethik, später Professor der Logig und ab 1628 zweiter Professor der theologischen Fakultät, Verfasser einer Reihe von Lehrbüchern zur Logik. |      |
| Johann Heinrich Meibom                                | Alumnus Professor      | Medizin                       | 1590        | 1655        | 1609                  | 1629                                      | Professur von 1620 bis 1629. Stadtarzt in Lübeck und Leibarzt des Bischofs von Lübeck. |      |
| Johan Adler Salvius                                   | Alumnus                | Philosophie                   | 1590        | 1652        | ----                  | ----                                      | Schwedischer Freiherr, Reichsrat und Diplomat der Schweden bei den Verhandlungen vertrat, die zum Westfälischen Frieden führten. |      |
| Barthold Nihus                                        | Alumnus                | Philosophie und Medizin       | 1590        | 1657        | 1607                  | 1612                                      | Bischof |      |
| Statius Fabricius                                     | Alumnus Professor      | Theologie                     | 1591        | 1651        | 1612                  | 1648                                      | Theologe, Abt im Kloster Amelungsborn. |      |
| Hermann Brandes                                       | ----                   | ----                          | ----        | 1661        | ----                  | ----                                      | Sohn des Ludegke Brandes. Patrizier der Stadt Helmstedt, bedeutender Verleger und Buchhändler. Mäzen der Universität, speziell der Druckerei. Begründete Papiermühlen in Räbke am Elm für die Universität. |      |
| Johannes Mollenbeck                                   | Student                | Rechtswissenschaft            | 1592        | 1624        |                       |                                           | Rechtswissenschaftler und Hochschullehrer |      |
| Michael Walther der Ältere                            | Professor              | Theologie                     | 1593        | 1662        | 1622                  | 1626                                      | Theologe, Oberhofpredigers und Generalsuperintendent in Ostfriesland, Generalsuperintendent in Celle. |      |
| Anton Günther Billich                                 | Alumnus                | Medizin                       | 1599        | 1640        | 1616                  | 1621                                      | Arzt und Chemiater, Studium bei Martini, Wolff und Arnisaeus. |      |
| Otto Otto von Mauderode                               | Alumnus                | Philosophie                   | 1600        | 1671        | ----                  | 1624                                      | Braunschweig-lüneburgischer Geheimer Rat und Gesandter. |      |
| Johann Schröder                                       | Alumnus                | Medizin                       | 1600        | 1664        | 1620                  | 1622                                      | Deutscher Mediziner. Er verfasste den „Artzney-Schatz“, ein bedeutendes Arzneibuch des 17. Jahrhunderts. |      |
| Christoph Schrader                                    | Alumnus Professor      | Philosophie                   | 1601        | 1680        | 1621                  | 1680                                      | Professor für Rhetorik, Bibliothekar der Universitätsbibliothek von 1640 bis 1680. |      |
| Otto von Guericke                                     | Alumnus                | Jura                          | 1602        | 1689        | 1619                  | 1619                                      | War nur für einige Wochen an der Universität Helmstedt. |      |
| Jacob Tappe                                           | Alumnus Professor      | Medizin                       | 1603        | 1680        | 1621                  | 1680                                      | Unterbrach nur im Jahr 1625/26 seine 59-jährige Zugehörigkeit zur Julia Carolina, während der zeitweiligen Auflösung der Universität wegen Pest und Kriegswirren. Mehrmals Prorektor der Universität. |      |
| Heinrich Wendt                                        | Alumnus                | Philosophie                   | 1605        | 1683        | ----                  | ----                                      | Chronist, war kurz immatrikuliert, verließ Helmstedt da die Pest ausbrach. |      |
| Hermann Conring                                       | Alumnus Professor      | Jura Medizin Philosophie      | 1606        | 1681        | 1620                  | 1681                                      | Einer der bekanntesten Gelehrten seiner Zeit, der die deutsche Rechtsgeschichte zum Rang einer eigenständigen Disziplin erhob. |      |
| Theodor Hackspan                                      | Alumnus                | Philosophie Theologie         | 1607        | 1659        | ----                  | ----                                      | Später Professor in Altdorf. |      |
| Justus Georg Schottelius                              | Alumnus                | Philosophie                   | 1612        | 1676        | 1628                  | 1631                                      | Sprachgelehrter, in den Jahren 1631 bis 1633 studierte Schottelius am von Joachim Jungius geleiteten Akademischen Gymnasium in Hamburg. |      |
| Balthasar Cellarius                                   | Professor              | Theologie                     | 1614        | 1689        | 1642                  | 1689                                      | Theologe, Professor der Theologie und Generalsuperintendent in Helmstedt, Abt von Marienthal. |      |
| Johannes Henichius                                    | Alumnus                | Theologie                     | 1616        | 1671        | 1634                  | 1639                                      | Theologe, Studium bei Calixt. |      |
| Johannes Buno                                         | Alumnus                | Theologie                     | 1617        | 1697        | ----                  | ----                                      | Pädagoge und Theologe |      |
| Johann Andreas Quenstedt                              | Alumnus                | Theologie                     | 1617        | 1688        | 1637                  | 1643                                      | Theologe, Vertreter der lutherischen Orthodoxie. |      |
| Friedrich Ulrich Calixt                               | Alumnus Professor      | Medizin Philosophie Theologie | 1622        | 1701        | ---                   | 1701                                      | Theologe, Vertreter der calixtischen Theologie. |      |
| Lukas Friedrich Reinhard                              | Student                | Theologie                     | 1623        | 1688        | 1644                  | 1648                                      | Theologe, Hochschullehrer |      |
| Joachim Johann Mader                                  | Alumnus                | Geschichte                    | 1626        | 1680        | 1646                  | 1651                                      | Historiker und Pädagoge |      |
| Enoch Gläser                                          | Alumnus Professor      | Jura                          | 1628        | 1668        | 1649                  | 1668                                      | Jurist und Pastoraldichter der Barockzeit. |      |
| Georg von Dassel                                      | Alumnus                | Jura                          | 1629        | 1687        | 1648                  | 1651                                      | Politiker, Ratsherr und Bürgermeister in Lüneburg. |      |
| Hulderich von Eyben                                   | Professor              | Jura                          | 1629        | 1699        | 1669                  | 1678                                      | Kaiserlicher Rat. 1680 Erhebung in den Adelsstand. |      |
| Sebastian Scheffer                                    | Alumnus                | Medizin                       | 1631        | 1686        | ----                  | ----                                      | Arzt, Stadtphysicus von Frankfurt am Main. |      |
| Anton Ulrich, Herzog von Braunschweig-Wolfenbüttel    | Alumnus                | Theologie                     | 1633        | 1714        | ----                  | ----                                      | Herzog von Braunschweig-Wolfenbüttel 1685–1714, studierte an der Universität Helmstedt und promovierte in Theologie. |      |
| Philipp Ludwig Probst                                 | Alumnus                | Theologie                     | 1633        | 1718        | 1650                  | 1658                                      | Fürstlich braunschweig-lüneburgischer Premierminister, Kanzler und Landsyndikus. |      |
| Peter Axen                                            | Alumnus                | Jura                          | 1635        | 1707        | 1653                  | 1655                                      | Jurist, Philologe, Humanist und Diplomat, studierte in Helmstedt Rechtswissenschaften und Schöne Künste von 1653 bis 1655. |      |
| Magnus von Wedderkop                                  | Alumnus                | Jura Philosophie              | 1637        | 1721        | ----                  | ----                                      | Rechtsgelehrter, schleswig-holsteinischer Staatsmann und Politiker. |      |
| Georg Engelbrecht der Ältere                          | Alumnus Professor      | Jura                          | 1638        | 1705        | ----                  | 1705                                      | Jurist und braunschweigisch-lüneburgischer Rat, Verfasser von Werken über römisches Privatrecht und Archivrecht. |      |
| Heinrich Meibom                                       | Alumnus Professor      | Medizin                       | 1638        | 1700        | 1664                  | 1700                                      | Mediziner und Dichter. Besaß ab 1664 einen Lehrstuhl für Medizin an der Universität Helmstedt. 1678 wurde er zusätzlich Professor für Geschichte und Poesie. Diese Positionen hatte er bis zu seinem Tode 1700 inne. |      |
| Johannes Saubert der Jüngere                          | Alumnus Professor      | Philosophie Theologie         | 1638        | 1688        | 1659                  | 1673                                      | Theologe, Professor für orientalische Sprachen und Theologie, begann eine sprachlich genaue Bibelübersetzung. |      |
| Michael Walther der Jüngere                           | Alumnus                | Theologie                     | 1638        | 1692        | 1654                  | 1658                                      | Theologe und Mathematiker. |      |
| Paul von Fuchs                                        | Alumnus                | Jura                          | 1640        | 1704        | 1660                  | ----                                      | Brandenburg-preußischer Minister. |      |
| Adam Tribbechov                                       | Alumnus                | Theologie                     | 1641        | 1687        | 1660                  | 1662                                      | Deutscher Theologe, Historiker und Ethnologe. |      |
| Johann Eisenhart                                      | Alumnus Professor      | Philosophie Jura              | 1643        | 1707        | 1663                  | 1707                                      | Deutscher Rechtswissenschaftler. Studierte am 1663 zunächst Philosophie, später Jura. Ab 1675 Professor der Rechtswissenschaften, ab 1678 Professor der Geschichte und Poesie, ab 1688 erneut Professor an der juristischen Fakultät. Mehrfach Dekan und Prorektor der Universität.                                                  |      |
| Caspar Sagittarius                                    | Alumnus                | Theologie Philosophie         | 1643        | 1694        | ----                  | 1668                                      | Deutscher Historiker und Hochschullehrer in Jena |      |
| Johann Diedrich Schaffshausen                         | Alumnus                | Jura                          | 1643        | 1697        | 1663                  | 1666                                      | Politiker, Ratsherr und Bürgermeister von Hamburg |      |
| Johann Fabricius                                      | Alumnus                | Theologie                     | 1644        | 1729        | 1663                  | ----                                      | Theologe, Abt in Königslutter, herzoglich braunschweigischer Konsistorialrat und Mitglied der Berliner Akademie der Wissenschaften. |      |
| Johann Heinrich Horb                                  | Alumnus                | Theologie                     | 1645        | 1695        | ----                  | ----                                      | Theologe, Vertreter des Pietismus. |      |
| Friedrich Weise                                       | Professor              | Theologie                     | 1649        | 1735        | 1797                  | Geistlicher, Theologe und Hochschullehrer | |      |
| Johann Andreas Schmidt                                | Professor              | Theologie                     | 1652        | 1726        | 1695                  | 1726                                      | Theologe, Kirchenhistoriker und Mediziner, Abt von Mariental bei Helmstedt. |      |
| Johann Andreas Stisser                                | Professor              | Medizin                       | 1657        | 1700        | 1688                  | 1700                                      | Professor für Medizin und Botanik, Gründer des Botanischen Gartens Helmstdt, Epilepsieforscher. |      |
| Konrad Barthold Behrens                               | Alumnus                | Medizin                       | 1660        | 1736        | ----                  | 1684                                      | Arzt und Historiker, Promotion 1684. |      |
| Hermann von der Hardt                                 | Professor              | Philosophie                   | 1660        | 1746        | 1688                  | 1727                                      | Bibliothekar 1688, dann Professor für orientalische Sprachen, Orientalist und Historiker, 1727 zwangsemeritiert. |      |
| Gottlob Kranz                                         | Alumnus                | Philosophie                   | 1660        | 1733        | ----                  | ----                                      | Historiker und Pädagoge, Bibliothekar und Rektor des Elisabet-Gymnasiums in Breslau. |      |
| Christian Heinrich Behm                               | Alumnus                | Theologie                     | 1662        | 1740        | 1682                  | 1685                                      | Theologe, Abt des Klosters Amelungsborn. |      |
| Johann Christian Lünig                                | Alumnusv               | Jura                          | 1662        | 1740        | ----                  | ----                                      | Jurist, Historiker und Publizist. |      |
| Christian Wilhelm von Eyben                           | Alumnus                | Jura                          | 1663        | 1727        | 1680                  | ----                                      | Deutscher Jurist und Diplomat. |      |
| Johann Karl Spies                                     | Professor              | Medizin                       | 1663        | 1729        | 1718                  | 1729                                      | Physiker und Arzt, Professor der Anatomie und Physiologie, Hofmedikus des Herzogs Anton Ulrich und Leibarzt von dessen Sohn August Wilhelm. |      |
| Johann Christoph Wichmannshausen                      | Alumnus                | Philosophie                   | 1663        | 1727        | 1688                  | 1688                                      | Deutscher Orientalist. |      |
| Johann Georg von Eckhart                              | Professor              | Philosophie                   | 1674        | 1730        | 1706                  | 1714                                      | Deutscher Historiker, Mitarbeiter von Gottfried Wilhelm Leibniz. |      |
| Johann Georg Steigerthal                              | Alumnus Professor      | Medizin                       | 1666        | 1740        | 1684                  | 1715                                      | Professor für Medizin, Mitglied der Royal Society of London und Leibarzt des Königs Georg I. von Großbritannien. |      |
| Hermann Dietrich Meibom                               | Alumnus Professor      | Rechtswissenschaft            | 1671        | 1745        | 1688                  | 1705                                      | Professor der Poesie und Geschichte, Jurist, Historiker und Hochschullehrer |      |
| Jacob Paul von Gundling                               | Alumnus                | Jura                          | 1673        | 1731        | ----                  | ----                                      | Historiker. Hofgelehrter und ‚Hofnarr‘ des preußischen „Soldatenkönigs“ Friedrich Wilhelm I. |      |
| Johann Friedrich Hodann                               | Alumnus                | Theologie                     | 1674        | 1745        | 1693                  | ----                                      | Theologe und Pädagoge, Assistent von Gottfried Wilhelm Leibniz. |      |
| Philipp Julius Rehtmeyer                              | Alumnus                | Philosophie                   | 1678        | 1742        | 1700                  | ----                                      | Historiker. |      |
| Brandan Meibom                                        | Alumnus Professor      | Medizin                       | 1678        | 1740        | 1695                  | 1740                                      | Mediziner und Botaniker, Direktor des botanischen Gartens und mehrmals Prorektor der Universität. |      |
| Erhard Reusch                                         | Professor              | Philosophie                   | 1678        | 1740        | 1723                  | 1740                                      | Philologe, Rechtswissenschaftler, ab 1723 Professor der Beredsamkeit, ab 1725 zudem Professor der Poesie |      |
| Jakob Burckhard                                       | Alumnus                | ----                          | 1681        | 1752        | ----                  | ----                                      | Altphilologe und Bibliothekar |      |
| Augustin Leyser                                       | Professor              | Jura                          | 1683        | 1752        | 1712                  | 1729                                      | Er erhielt im Jahre 1712 eine Professur an der Universität Helmstedt, wo er zwischenzeitlich auch einmal als Prorektor der Universität fungierte. |      |
| Elias Friedrich Heister                               | Alumnus                | Philosophie, Medizin          | 1715        | 1740        | 1731                  | 1738                                      | Der Sohn von Lorenz Heister immatrikulierte sich am 5. Oktober 1731, studierte Philosophie und Medizin |      |
| Lorenz Heister                                        | Professor              | Medizin                       | 1683        | 1758        | 1719                  | 1758                                      | Mediziner, Professor für Medizin und Botanik, legte den berühmten zweiten botanischen Garten in Helmstedt an. |      |
| Samuel Lenz                                           | Alumnus                | Jura                          | 1686        | 1776        | 1705                  | 1707                                      | Historiker, Jurist und Hochschullehrer |      |
| Johann Heinrich Stuß                                  | Alumnus                | Philosophie Theologie         | 1686        | 1775        | 1704                  | 1713                                      | Pädagoge |      |
| Johann Konrad Sigismund Topp                          | Professor              | Jura                          | 1692        | 1757        | 1748                  | 1757                                      | Rechtswissenschaftler, hannoverscher Hofrat, Schriften zum bürgerlichen und kanonischen Recht, Pandekten und Lehensrecht. |      |
| Peter Gericke                                         | Professor              | Medizin                       | 1693        | 1750        | 1730                  | 1750                                      | Professor der Anatomie, Pharmazie und Chemie; Mitglied der Akademie der Wissenschaften in Berlin und Leibarzt des Herzogs von Braunschweig. |      |
| Johann Lorenz von Mosheim                             | Professor              | Theologie                     | 1693        | 1755        | 1723                  | 1747                                      | Theologe, erster Kanzler der Universität Göttingen. |      |
| Johann Georg Pertsch                                  | Professor              | Jura                          | 1694        | 1754        | 1743                  | 1754                                      | Kirchenhistoriker, Professor der Rechte und braunschweigischer Hofrat. |      |
| Johann Sigismund Schulin                              | Alumnus                | ----                          | 1694        | 1750        | ----                  | ----                                      | deutsch-dänischer Diplomat und Außenminister |      |
| Johann Gottfried Lakemacher                           | Alumnus Professor      | Philosophie                   | 1695        | 1736        | 1714                  | 1736                                      | Professor für Sprachen und Literatur, klassischer Philologe, Orientalist und Gräzist. |      |
| Johann Christoph Harenberg                            | Alumnus                | Theologie                     | 1696        | 1774        | 1715                  | 1719                                      | Theologe und Historiker, Verfasser eines Werkes über Vampire und „blutsaugende Tote“. |      |
| Johann Conrad Trumph                                  | Alumnus                | Medizin                       | 1697        | 1750        | ----                  | 1724                                      | Mediziner und Bergphysikus in Goslar, Promotion 1724. |      |
| Georg Gottfried Keuffel                               | Alumnus Professor      | Philosophie                   | 1698        | 1771        | ----                  | ----                                      | Professor der Moral und Politik |      |
| Paul Gottlieb Werlhof                                 | Alumnus                | Medizin                       | 1699        | 1767        | ----                  | ----                                      | Mediziner. |      |
| Anton Wilhelm Amo                                     | Alumnus                | Philosophie                   | 1700        | 1754        | 1721                  | 1727                                      | Philosoph, erster schwarzafrikanischer Student Europas. |      |
| Rudolph August Behrens                                | Alumnus                | Medizin                       | 1700        | 1748        | ----                  | 1724                                      | Mediziner und Stadtphysicus von Braunschweig, Promotion 1724. |      |
| Johann Nicolaus Frobesius                             | Alumnus                | Philosophie                   | 1701        | 1756        | 1720                  | 1723                                      | Deutscher Philosoph und Mathematiker. |      |
| Friedrich Karl von Buri                               | Alumnus                | Jura                          | 1702        | 1767        | 1721                  | ----                                      | Jurist und Diplomat |      |
| Christoph Timotheus Seidel                            | Professor              | Theologie                     | 1703        | 1758        | 1729                  | 1758                                      | Theologe, mehrmals Prorektor der Universität. |      |
| Julius Karl Schläger                                  | Professor Alumnus      | Philologie                    | 1706        | 1786        |                       | 1744                                      | Numismatiker, Bibliothekar und Hochschullehrer |      |
| Johann Friedrich Crell                                | Professor              | Medizin                       | 1707        | 1747        | 1737                  | 1747                                      | Anatom und Physiologe. |      |
| Johann Hinrich Pratje                                 | Alumnus                | Theologie                     | 1710        | 1791        | 1729                  | ----                                      | Theologe und Historiker. Generalsuperintendent in Bremen und Verden. |      |
| Johann Friedrich Karl von Alvensleben                 | Alumnus                | Jura                          | 1712        | 1795        | ----                  | ----                                      | Britisch-hannoverscher Minister. |      |
| Gottfried Ludwig Mencke der Jüngere                   | Professor              | Jura                          | 1712        | 1762        | 1749                  | 1762                                      | Erhielt 1749 vom Herzog Karl von Braunschweig einen Ruf als ordentlicher Professor der Rechte, Hofrat und Beisitzer an der juristischen Fakultät der Universität Helmstedt. |      |
| Anton Friedrich Kahn                                  | ----                   | ----                          | 1713        | 1797        | 1759                  | 1797                                      | Oberfechtmeister der Universität, Autor eines Werkes über die Fechtkunst. |      |
| Johann Gottlob Krüger                                 | Professor              | Medizin                       | 1715        | 1759        | 1750                  | 1759                                      | Arzt und Naturforscher. |      |
| Johann Ernst Schubert                                 | Professor              | Theologie                     | 1717        | 1774        | 1748                  | 1764                                      | Professor der Theologie, Verfasser zahlreicher Abhandlungen zu Fragen der Dogmatik, der Dogmengeschichte und des Kirchenrechts. |      |
| Johann Friedrich Eisenhart                            | Alumnus Professor      | Jura                          | 1720        | 1783        | 1739                  | 1783                                      | Deutscher Jurist und Publizist. Verfasser von Rechtserzählungen historischer Strafrechtsfälle. |      |
| Franz Dominikus Häberlin                              | Professor              | Jura                          | 1720        | 1787        | 1746                  | 1787                                      | Deutscher Jurist, Historiker und Publizist. Bibliothekar der Universitätsbibliothek ab 1757. |      |
| Franz Ignatius Rothfischer                            | Professor              | Philosophie                   | 1721        | 1755        | 1752                  | 1755                                      | Theologe, Professor für Philosophie. |      |
| Johann Balthasar Lüderwald                            | Alumnus                | Theologie                     | 1722        | 1796        | 1739                  | 1742                                      | Theologe |      |
| Johann Jakob Hentsch                                  | Professor              | Philosophie                   | 1723        | 1764        | 1758                  | 1764                                      | Professor der Mathematik |      |
| Johann Christian Wernsdorf I.                         | Professor              | Philosophie                   | 1723        | 1793        | 1752                  | 1793                                      | Professor für Rhetorik und Poesie. |      |
| Philipp von Westphalen                                | Alumnus                | Jura                          | 1723        | 1792        | 1740                  | 1742                                      | Vertrauter und Mitarbeiter des Herzogs Ferdinand von Braunschweig. |      |
| Gottfried Christoph Beireis                           | Alumnus                | Medizin                       | 1730        | 1809        | 1756                  | 1759                                      | Mediziner und Chemiker. |      |
| Albert Philipp Frick                                  | Professor              | Jura                          | 1733        | 1798        | 1756                  | 1798                                      | Rechtswissenschaftler |      |
| Wilhelm Friedrich Cappel                              | Alumnus Professor      | Medizin                       | 1734        | 1800        | 1757                  | 1800                                      | Mediziner, braunschweigischer Hofrat |      |
| Wilhelm Abraham Teller                                | Professor              | Theologie                     | 1734        | 1804        | 1761                  | 1769                                      | Theologe, Vertreter der rationalistischen und kritischen Theologie. |      |
| Johann Ludwig Avenarius                               | Alumnus                | Jura                          | 1735        | 1805        | 1755                  | 1757                                      | Kriegsrat und preußischer Resident |      |
| Karl Friedrich Paelike                                | Professor              | Jura                          | 1736        | 1783        | 1765                  | 1783                                      | Rechtswissenschaftler |      |
| Johann Georg Jacobi                                   | Alumnus                | Jura Philosophie              | 1740        | 1814        | ----                  | 1776                                      | Dichter und Publizist, wurde 1791 zum ersten protestantischen Rektor der Universität Freiburg berufen. |      |
| Johann Kaspar Velthusen                               | Professor              | Theologie                     | 1740        | 1814        | 1778                  | 1787                                      | Theologe, wirkte auch als Abt des Klosters Mariental und als Hochschullehrer an den Universitäten Kiel und Rostock. |      |
| Johann Philipp Du Roi                                 | Alumnus                | Medizin                       | 1741        | 1785        | ----                  | 1764                                      | Arzt und Botaniker mit Schwerpunkt auf Dendrologie. Sein offizielles botanisches Autorenkürzel lautet „Du Roi“. |      |
| Heinrich Ludwig Willibald Barckhausen                 | Alumnus                | Jura                          | 1742        | 1813        | 1761                  | 1764                                      | Stadtpräsident von Halle. |      |
| Paul Jakob Bruns                                      | Professor              | Theologie                     | 1743        | 1814        | 1781                  | 1810                                      | Professor für orientalische Sprachen und Literaturgeschichte, Bibliothekar ab 1787. |      |
| Johann Christian Ludwig Hellwig                       | Alumnus                | Philosophie                   | 1743        | 1831        | ----                  | 1773                                      | Mathematiker und Naturwissenschaftler. |      |
| Lorenz von Crell                                      | Alumnus Professor      | Medizin Philosophie           | 1744        | 1816        | 1765                  | 1810                                      | Mediziner und Chemiker. |      |
| Heinrich Philipp Sextro                               | Professor              | Theologie                     | 1746        | 1838        | 1789                  | 1798                                      | Theologe, Begründer des Industrieschulwesens in Deutschland. |      |
| Joachim Heinrich Campe                                | Alumnus                | Theologie                     | 1746        | 1818        | 1765                  | 1768                                      | Schriftsteller und Verleger. |      |
| Benjamin Georg Peßler                                 | Alumnus                | Theologie                     | 1747        | 1814        | 1765                  | 1769                                      | Theologe, Pastor und Erfinder mechanischer Landmaschinen. |      |
| Heinrich Philipp Konrad Henke                         | Alumnus                | Philosophie Theologie         | 1752        | 1809        | 1772                  | 1776                                      | Theologe, Vertreter der rationalistischen und kritischen Theologie. |      |
| Johann Friedrich Christoph Gräffe                     | Alumnus                | Theologie                     | 1754        | 1816        | 1797                  |                                           | Theologe und Geistlicher |      |
| Karl Friedrich Häberlin                               | Alumnus Professor      | Jura                          | 1756        | 1808        | ----                  | ----                                      | Jurist und Hochschullehrer in Erlangen und Helmstedt, Mitglied der Reichsstände und der Gesetzgebungskommission im Königreich Westphalen. |      |
| Johann Wilhelm Ludwig von Luce                        | Alumnus                | Theologie                     | 1756        | 1842        | 1776                  | 1777                                      | Theologe, Mediziner, Schriftsteller und Numismatiker. |      |
| Johann Ernst von Alvensleben                          | Alumnus                | Jura                          | 1758        | 1827        | 1775                  | 1781                                      | Minister in Braunschweig. |      |
| August Lafontaine                                     | Alumnus                | Theologie                     | 1758        | 1831        | 1777                  | 1780                                      | Theologe und Schriftsteller. |      |
| Johann Friedrich Ludwig Cappel                        | Alumnus                | Medizin                       | 1759        | 1799        | 1776                  | 1781                                      | Arzt |      |
| Bernhard Andreas von Heim                             | Alumnus                | Philosophie                   | 1759        | 1821        | ----                  | ----                                      | Universalgelehrter und Hochschullehrer, 1808 bis 1819 Rektor der Universität Moskau. |      |
| Johan Gadolin                                         | Alumnus                | Philosophie                   | 1760        | 1852        | ----                  | ----                                      | Finnischer Chemiker. |      |
| Johann Christian Gottlieb Wernsdorf                   | Professor              | Philosophie                   | 1762        | 1822        | 1787                  | 1810                                      | außerordentlicher Professor der Philosophie |      |
| Wilhelm Josephi                                       | Alumnus                | Medizin                       | 1763        | 1845        | 1785                  | 1785                                      | Professor für Anatomie, Chirurgie und Geburtshilfe in Rostock. |      |
| Hans von Held                                         | Alumnus                | Jura                          | 1764        | 1842        | ----                  | ----                                      | Zollrat in Preußen, Publizist und Dichter. |      |
| Karl Johann Heinrich Hübbe                            | Alumnus                | Theologie                     | 1764        | 1830        | 1782                  | 1785                                      | Prediger und Schriftsteller |      |
| Carl Wilhelm Ernst Heimbach                           | Alumnus                | Philosophie und Theologie     | 1765        | 1801        | 1781                  | 1783                                      | Rektor der Fürstenschule Pforta |      |
| Johann Friedrich Pfaff                                | Professor              | Philosophie                   | 1765        | 1825        | 1788                  | ----                                      | Professor für Mathematik. |      |
| Karl Bege                                             | Alumnus                | Jura                          | 1768        | 1849        | 1790                  | 1793                                      | Jurist und Historiker |      |
| Israel Jacobson                                       | ----                   | ----                          | 1768        | 1828        | ----                  | ----                                      | Bankier, Kaufmann und Reformer des jüdischen Gottesdienstes, erhielt 1807 die Ehrendoktorwürde der Universität. |      |
| Karl Heinrich Georg Venturini                         | Alumnus                | Theologie                     | 1768        | 1849        | 1788                  | 1794                                      | Theologe und Verfasser theologischer und historischer Werke. |      |
| Christian Heinrich Gottlieb Köchy                     | Alumnus                | Jura                          | 1769        | 1828        | ----                  | ----                                      | Rechtswissenschaftler |      |
| Gottfried Philipp von Bülow                           | Alumnus                | Jura                          | 1770        | 1850        | 1789                  | 1793                                      | Staatsmann und Historiker, Teilnehmer der Studentenunruhen an der Universität Helmstedt im Februar 1791. |      |
| Friedrich Karl von Strombeck                          | Alumnus                | Jura                          | 1771        | 1848        | 1789                  | 1791                                      | Teilnehmer der Studentenunruhen an der Universität im Februar 1791, Hof- und Abteirat am Stift Gandersheim, Mitglied der Reichsstände des Königreichs Westphalen, Gerichtspräsident des Distrikts Einbeck, enger Freund des französischen Schriftstellers Stendhal (1783–1842), Gesandter des Fürstentums Lippe beim Deutschen Bund. |      |
| Ludwig Christoph Wilhelm Cappel                       | Alumnus                | Medizin                       | 1772        | 1804        | 1793                  | 1796                                      | Mediziner |      |
| Gabriel Gottfried Bredow                              | Professor              | Philosophie                   | 1773        | 1814        | 1804                  | 1809                                      | Historiker und Pädagoge. |      |
| Johann Friedrich Ludwig Günther                       | Professor              | Jura                          | 1773        | 1854        | 1808                  | 1810                                      | Rechtswissenschaftler, Richter und Politiker |      |
| Franz Bogislaus Westermeier                           | Professor              | Theologie                     | 1773        | 1831        | 1792                  | 1795                                      | Theologe, Generalsuperintendent und Bischof der Kirchenprovinz Sachsen. |      |
| Johann Heinrich Bernhard Dräseke                      | Alumnus                | Theologie                     | 1774        | 1849        | 1792                  | 1794                                      | Theologe, Generalsuperintendent und Bischof. |      |
| Friedrich Gottlieb Crome                              | Alumnus                | Theologie                     | 1776        | 1850        | 1795                  | 1797                                      | Theologe und Autor. |      |
| Carl Friedrich Gauß                                   | Alumnus                | Philosophie                   | 1777        | 1855        | 1799                  | ----                                      | Mathematiker und Astronom, Promotion in Helmstedt. |      |
| Johann Ludwig Christian Carl Gravenhorst              | Alumnus                | Jura                          | 1777        | 1857        | 1797                  | 1799                                      | Deutscher Zoologe. |      |
| Eduard von Schrader                                   | Alumnus+Professor      | Theologie/Jura                | 1779        | 1860        | 1798/1804             | 1800/1810                                 | Deutscher Rechtswissenschaftler. |      |
| Elias Gerhard Julius Hundeiker                        | Alumnus                | Theologie                     | 1784        | 1854        | 1802                  | 1805                                      | Theologe und Romanschriftsteller. |      |
| Ferdinand Mackeldey                                   | Alumnus Professor      | Jura                          | 1784        | 1834        | 1802                  | 1810                                      | Sohn des Universitätsstallmeisters. Jurist und Hochschullehrer der Universitäten Helmstedt, Marburg und Bonn. |      |
| Wilhelm Gesenius                                      | Alumnus                | Philosophie Theologie         | 1786        | 1842        | 1803                  | 1810                                      | Theologe, Hebraist, Arbeiten zur Lexikografie und Grammatik der hebräischen Sprache. |      |
| Wilhelm Theodor Hundeiker                             | Alumnus                | Philosophie Theologie         | 1786        | 1828        | 1805                  | 1806                                      | Pädagoge, Philologe und Autor fremdsprachiger Lehrbücher. |      |
| Christian Ludwig Gerling                              | Alumnus                | Theologie                     | 1788        | 1864        | 1809                  | 1810                                      | Mathematiker, Astronom und Physiker. |      |